# Взаємозамінність
Взаємозамі́нність — придатність об'єкта (машини, приладу, механізму, деталі тощо) до використання замість іншого без змінення для виконання однакових вимог при складанні, ремонті чи заміні.
Ідея взаємозамінності визрівала в головах багатьох інженерів і винахідників розвинених країн Європи і Америки. Першими з них у другій половині XVIII століття були: американський винахідник Елі Вітні, тульські зброярі та французький інженер Леблан.

## Види взаємозамінності за ступенем забезпечення точності

### Повна взаємозамінність
Повністю взаємозамінними називаються деталі і вузли, що встановлюються при складанні без додаткових операцій по обробці, без регулювання та підбору.
Повна взаємозамінність можлива тільки коли розміри, форма, механічні, електричні й інші якісні і кількісні характеристики деталей і складальних одиниць після виготовлення знаходяться в заданих межах і зібрані вироби задовольняють технічним вимогам.
При повній взаємозамінності спрощується процес складання, а також ремонт виробів, тому що будь-яка зношена чи поламана деталь або складальна одиниця може бути замінена новою (запасною). Повну взаємозамінність економічно доцільно застосовувати для деталей, виготовлених з допусками квалітетів не вище 6-го.

### Неповна взаємозамінність
Іноді для задоволення експлуатаційних вимог необхідно виготовляти деталі і складальні одиниці з економічно не прийнятими чи технологічно важко досяжними допусками. Такий випадок називають неповною (обмеженою) взаємозамінністю.
У разі неповної взаємозамінності для одержання необхідної точності складання застосовують:
- груповий підбір деталей (селективне складання) — метод складання машин і механізмів, при якому здійснюють відповідний підбір деталей, що працюють у парі. Деталі, які поступають на складання сортують за розмірними групами, всередині яких деталі, що сполучаються (охоплювана і охоплювальна) мають найсприятливіші для з'єднання дійсні розміри;
- регулювання положення деяких частин виробів — необхідні характеристики досягаються регулюванням спеціального елемента шляхом зміни місця, положення або введення додаткового елементу;
- припасування деталей — для досягнення заданих властивостей конструкції змінюють параметри елемента (заздалегідь призначеного), до необхідних значень для успішного збирання.

## Види взаємозамінності по відношенню до об'єкта
По відношенню до об'єкта розрізняють взаємозамінність зовнішню і внутрішню.
Зовнішня взаємозамінність — це взаємозамінність покупного виробу:
- розмірна — мається на увазі взаємозамінність за розмірами і формою приєднувальних поверхонь;
- параметрична — мається на увазі взаємозамінність виробу за експлуатаційними показниками.

Наприклад, в електродвигунах зовнішню взаємозамінність забезпечують за розмірами приєднувальних поверхонь (розмірна), а також, за частотою обертання вала і потужністю (параметрична).
Внутрішня взаємозамінність поширюється на деталь, складальні одиниці і механізми, що входять в об'єкт. Наприклад, кулькові підшипники мають повну зовнішню взаємозамінність, оскільки за своїм призначенням і монтажними розмірами взаємозамінні, але разом з тим окремі їхні частини (внутрішні і зовнішні кільця, кульки) не взаємозамінні між собою, оскільки подаються на складання тільки селективно підібраними комплектами, тобто не мають внутрішньої взаємозамінності (окремі частини кулькового чи роликового підшипників не взаємозамінні).

## Роль взаємозамінності
Основні переваги здійснення принципу взаємозамінності у сфері виробництва, експлуатації і ремонту полягають у наступному:
- Спрощуються, прискорюються і здешевлюються проєктно-конструкторські роботи із створення нових машин і механізмів, оскільки конфігурація, точність і технічні вимоги до основних елементів стандартизовані (різі, шліци, зубчасті передачі, шпонки, підшипники тощо).
- Завдяки відсутності припасувальних робіт і обробки по місцю складання машин значно спрощується і створюється певний ритм складального процесу, що дає можливість підвищити продуктивність складальних робіт шляхом організації конвеєрного потокового виробництва.
- Спрощується і здешевлюється виготовлення машини в результаті регламентації точності заготовок на всіх стадіях механічної обробки, застосування досконаліших методів контролю і здешевлення складання. Якість продукції стає стабільною, підвищується її надійність.
- Незалежне виготовлення деталей машин створює широкі можливості для кооперації різних виробників, а отже, створює передумови високої спеціалізації виробництва та випуску уніфікованої продукції.
- Здешевлюється експлуатація машин за рахунок прискорення ремонту і підвищення його якості.

## Створення параметричних та уніфікованих рядів
Сучасний стан ринку техніки характеризується широкою номенклатурою виробів. Але випуск надмірно великої номенклатури виробів, схожих за призначенням і конструктивним виконанням, здорожує їх виробництво та ускладнює уніфікацію. Одним із основних шляхів виготовлення раціональної номенклатури й кількості типорозмірів виробів є використання стандартизованих рядів основних параметрів (параметричних рядів).
Параметрична стандартизація – це діяльність, що спрямована на вибір та встановлення доцільних чисельних значень параметрів, що підпорядковуються певній строгій математичній залежності. 
Параметри виробів поділяють на основні та головні. Основні параметри визначають характерні конструктивні та експлуатаційні властивості виробів та процесів. Головні параметри виділяють із числа основних. Вони вирізняються стабільністю при подальших удосконаленнях, не залежать від матеріалів та технологій виготовлення і при цьому найбільш повно характеризують конструктивно-технологічні та експлуатаційні властивості виробу та процесів. Головних параметрів може бути як один, так і декілька.
Параметричними називають ряди машин однакового призначення з регламентованими конструкцією параметрами, градація яких встановлена з дотриманням визначених та чітко обґрунтованих рядів переважних чисел.
У багатьох випадках доцільно покласти в основу ряду єдиний тип машини й отримати необхідні градації зміною її розмірів або збереженням геометричної подібності модифікацій ряду. Такі ряди називаються розмірними.
В інших випадках доцільно встановити для кожної градації свій тип машин зі своїми розмірами. Такі ряди називають типорозмірними.
У діапазоні параметрів, що найчастіше використовуються, доцільно збільшувати кількість членів ряду, в діапазоні нечастого використання – розширити інтервали між членами ряду.
Одним із головних умов реалізації економічного ефекту параметричних рядів є тривалість їх використання.
Параметри уніфікованих рядів складаються за іншими законами, які залежать від реальних можливостей сполучення уніфікованих органів і умов технічного застосування членів ряду. Наприклад, уніфіковані ряди двигунів мають однакові шатунно-поршневі пари, але їх кількість та розташування – різне; параметричні ряди двигунів мають кількість та розміщення шатунно-поршневої пари однакове, але вона має різні діаметри та довжини ходу.
Універсалізація машин
Універсалізація машин переслідує мету розширення функцій машин, росту діапазону виконуваних нею операцій. Ця мета може досягатись як за рахунок додаткової комплектації машини пристосуваннями різного призначення чи змінними робочими органами, так і шляхом створення багатоцільової машини з широкими функціональними можливостями. Вона збільшує пристосованість машин до вимог виробництва і підвищує коефіцієнт їх використання. Головний економічний ефект від універсалізації полягає в можливості скоротити кількість об’єктів виробництва, тому що одна універсальна машина замінює декілька спеціалізованих.
Важливо також встановити доцільну межу універсалізації. Оскільки машини, призначені для надто широкого діапазону функцій, конструктивно складні, громіздкі та незручні в обслуговуванні.